# Saccogyna curiosissima
Saccogyna curiosissima là một loài Rêu trong họ Geocalycaceae. Loài này được Horik. mô tả khoa học đầu tiên năm 1932.